# Carle Wescher
Carle Wescher (* 16. August 1832 in Straßburg; † 15. August 1904 in Paris) war ein französischer Klassischer Philologe, Epigraphiker, Archäologe und Bibliothekar.
Wescher studierte 1852 kurze Zeit an der École normale supérieure. Nach der Agrégation war er zunächst als Lehrer in Alençon tätig. Von 1859 bis 1863 war er Mitglied der École française d’Athènes und ab 1861 war er an den Grabungen in Delphi beteiligt. 1863 nahm er an einer Forschungsreise nach Ägypten teil. Ab 1864 war er als Bibliothekar an der Handschriftenabteilung der Bibliothèque nationale in Paris tätig und fand hier eine bis dahin unbekannte Handschrift mit Texten von Belagerungstechnikern (Poliorketikern), den Mynas-Codex (Codex Parisinus suppl. Graecus 607). Mit den Schriften dieser Autoren beschäftigte er sich eingehend. Neben zahlreichen Studien zu antiken Inschriften publizierte er das Werk des Dionysios von Byzanz. 1887 wurde er „Professeur d’Archéologie“ an der Bibliothèque nationale. 1890 trat er in den Ruhestand.